# Бубань-Сэлкуца-Криводол
Культурный комплекс Бубань-Сэлкуца-Криводол (иногда Бубань-Хум) — группа родственных археологических культур эпохи энеолита, существовавших к югу от культурного комплекса Тисаполгар- Бодрогкерестур.

## Датировка
Так же, как и Гумельницкая культура в целом, комплекс приходит в упадок в конце 5 тыс. до н. э., после чего для большинства её памятников наблюдается хронологическое зияние в несколько сот лет, прежде чем те же места заселяются уже носителями новой культуры.

## Родственные связи
Рассматривается как местный вариант культуры Гумельница с сильным сходством в материальной культуре.

## Территория
Охватывала территории от Олтении на севере до Пелагонии на юге, близ Мориша, в Трансилвании, в румынском и сербском Подунавье, а также Софийскую котловину котлину. Западная граница находилась на Хумской возвышенности, на Мораве и на горном перевале между Косовом и Метохией.

## Археологические памятники
Систематические исследования этой культуры известны по памятникам Бубань (Сербия, под Нишем), Велика Хумска Чука (Хумские горы), Сэлкуца (Румыния), Криводол (Болгария). Известно множество других археологических памятников, как поселений, так и пещер.

## Население
В рамках культурного комплекса встречалось несколько различных типов населённых пунктов в зависимости от хозяйства, которое вели местные жители. Поселения располагались в пещерах, на возвышенностях, теллях и в домах на сваях.
В Злотской пещере жители жили в передней части, тогда как внутри пещеры бывали лишь изредка. Обнаружены места очагов, остатки жилого сооружения у самого входа. По глубине культурного слоя предполагается, что пещера использовалась в течение длительного времени.
Поселения на возвышенности часто располагались на речных террасах. Типичные такие поселения: Ковилово, Кривель, Бубань, Хумска чука, Градац, Гадимле, Хисар, Скопско Кале и Шуплевац. Для этих поселений характерна труднодоступность, поскольку они были окружены реками, а материальные останки в Кривле, Бубане и Гадимле указывают на наличие каменной ограды или рва.
Телли и дома на сваях были распространены в Пелагонии и Алаби.

## Материальная культура
Горное дело и металлургия начали развиваться в северных районах распространения культурного комплекса. ОБнаружено большое количество медных кладов, состоящих главным образом из топоров, шил и игл. Кроме металлических предметов, были обнаружены остатки топоров из кости и оленьего рога, а также кремнёвые скребки, наконечники стрел и кремнёвые ножи. Каменные пестики и жернова использовались для металлообработки.

### Керамика
Керамика встречается часто. Она довольно качественна и по фактуре основана на традициях керамики позднего неолита, прежде всего культуры Винча. Наряду с чёрной лощёной керамикой высокого качества имеются сосуды и качеством похуже. Характерными изделиями являются кубки с двумя ручками, чаши с краем, загнутым вовнутрь, печи и амфоры.
Обнаружено несколько стилизованных зооморфных и антропоморфных фигурок.